# Калдоньо
Калдоньо (на италиански: Caldogno) е град и община в Североизточна Италия.

## География
Градът е разположен на река Ороло, в провинция Виченца на област (регион) Венето. Намира се на около 10 км на север от провинциалния център град Виченца, на 52 м средна надморска височина и територия 15 км2. Население към 28 февруари 2009 г. 11 129 жители.

## Личности родени в Калдоньо
- Роберто Баджо (р.1967), италиански футболист-национал
- Марино Басо (р.1945), италиански колоездач